# Scorzo
Scorzo ('O Šcuorzo in dialetto cilentano) è la più popolosa frazione del comune di Sicignano degli Alburni, in provincia di Salerno, parzialmente ricompresa nel Parco nazionale del Cilento e Vallo di Diano.

## Geografia fisica
Situata a nord del territorio del Cilento, a ridosso della catena dei Monti Alburni;  Scorzo sorge sulla SS 19 assieme alla vicina Zuppino (1,5 km ad est), con la quale è quasi contigua urbanisticamente; edestende un abitato a raggiera, che si dirama in varie e piccole contrade. Da Sicignano dista 4 km.

Fra le piccole località sicignanesi, le vicinali di Scorzo sono Arestusa, Casale, Corticelle, Rotale e Vignali. Estesosi urbanisticamente negli ultimi 20 anni del XX secolo anche per via della posizione lungo una strada di transito, è praticamente contigua con buona parte delle piccole contrade, principalmente con Corticelle.

## Punti d'interesse
Della strutture primigenie del paese sopravvivono oggi gli abitati delle contrade vicinali. Fra i borghi più conservati vi è quello della piccola contrada di Arestusa, non distante da Postiglione ed immersa in un contesto naturale boschivo. Non distante dall'abitato di Scorzo si trova la Riserva naturale Foce Sele-Tanagro, raggiungibile dalla strada di Corticelle ed al confine con il comune di Palomonte, in località Difesa.

## Infrastrutture e trasporti
La stazione ferroviaria più vicina è quella di Sicignano, a circa 13 km e vicina all'omonimo svincolo autostradale dell'A3 Napoli-Salerno-Cosenza-Reggio Calabria.